# Edmond Arnould
Pour les articles homonymes, voir Arnould.
Edmond Arnould, né le 13 mars 1811 à Dieuze (Moselle) et mort le 1er février 1861 à Paris 6e, est un écrivain, poète et universitaire français.

## Biographie

### Vie privée et formation
Edmond Nicolas Arnould grandit dans une famille pauvre. Son père est un ancien soldat des armées révolutionnaires, colonel de cavalerie puis percepteur à Dieuze. Il meurt quand Edmond n'a que 17 ans.
Il est élève du collège de Dieuze et suit le petit séminaire de Pont-à-Mousson. À partir de 18 ans, il devient maître d’étude à Sarreguemines (1829) puis à Nancy (1830) et il est ensuite régent de grammaire dans les collèges de Dieuze (1832), Auch (1836), Tours (1838) et Angers (1839).
Il obtient une licence en 1839 et est agrégé des lettres l’année suivante. Le 26 novembre 1842, il soutient ses deux thèses de doctorat ès lettres, dans lesquelles il étudie l’œuvre de deux poètes comiques grecs. La première, en français, consiste en une étude de la comédie d'Aristophane; la deuxième, en latin traite quant à elle de Ménandre.
Il se marie en 1832 à Dieuze avec Amélie Henriette Fontaine, née à Bâle. Leur fils, Arthur Arnould, sera journaliste, membre de la Commune de Paris, et romancier.

### Parcours professoral
Il est nommé professeur suppléant de littérature française à l'université de Strasbourg en 1843, puis professeur de littérature étrangère à l'université de Poitiers de Poitiers en 1845.
Il enseigne par la suite à la faculté des lettres de Paris, d’abord en tant que délégué dans la chaire de littérature étrangère en 1853 puis en tant que professeur de littérature étrangère en 1856, poste qu’il occupe jusqu’à son décès en 1861.

## Distinctions
Edmond Arnould est décoré chevalier de la Légion d’honneur en 1857 et remporte deux prix de l’Académie française, dont celui destiné aux ouvrages les plus utiles aux mœurs pour son recueil Sonnets et poèmes en 1862,.

## Publications
- De la comédie d’Aristophane (1842), thèse de doctorat.
- De l’invention originale (1849).
- Essai d’une théorie du style (1851).
- Étude sur l’influence exercée par la littérature italienne en France (1852).
- Œuvres posthumes (1861), sonnets et poèmes.
- La Révolution de 1830 (1830), poème.
- Paul Guy l’ouvrier (1833), roman.
- Georges Dalton (1846), drame en vers.